# 마가다 프라크리트어
마가다 프라크리트어 또는 마가다어는 팔리어와 산스크리트어의 쇠퇴 이후 고대 인도의 문자 언어인 세 가지 극적 프라크리트어 중 하나이다. 이 언어는 초기 베다 산스크리트어를 대체하는 중세 인도 아리아어의 베르나쿨라였다.
마가다 프라크리트어는 오늘날 동인도, 방글라데시, 네팔에 걸쳐 있는 지역인 인도 아대륙 동부에서 사용되었다. 고대 마가다어와 관련하여 오늘날의 아삼주, 벵골, 비하르주, 자르칸드주, 오디샤주 및 우타르프라데시주 동부에서 다양한 아파브람샤 방언으로 사용되었으며, 일부 드라마에서 프라크리트어의 토착 대화를 나타내는 데 사용되었다. 이 언어는 중요한 종교적 인물인 고타마 붓다와 마하비라가 사용한 것으로 여겨지며, 마가다와 마우리아 제국의 궁정 언어이기도 했다. 아소카의 칙령 중 일부는 그 안에서 구성되었다.
마가다 프라크리트어는 나중에 동인도아리아어군으로 발전했다.

## 같이 보기
- 아르다마가다어
- 팔리어